# Flavi Capre
Flavi Capre (llatí: Flavius Caper) va ser un escriptor i gramàtic romà de data incerta, però que es pot situar al segle ii. Les seves obres són citades amb el màxim respecte per autors posterior com ara Flavi Sosípater Carisi, Servi Maure Honorat i sobretot per Priscià de Cesarea.
La majoria de la seva obra es va perdre, però es conserven dos fragments llargs de les seves obres De Orthographia i De Verbis Dubiis, citats en una obra d'un autor posterior anònim.

## Obres
- De Latinitate[3]
- Flavii Capri grammatici vetustissimi de Orthographia libellus.[4][5]
- Caper de Verbis mediis[6]
- Caper in libris dubii generis[7]